# Toyotomi Hideyori
En aquest nom japonès, el cognom és Toyotomi.
Toyotomi Hideyori (豊臣 秀頼, 1593 - 5 de juny de 1615) fou el fill i successor del general Toyotomi Hideyoshi. La seua mare, Yodo-dono, era neboda d'Oda Nobunaga.

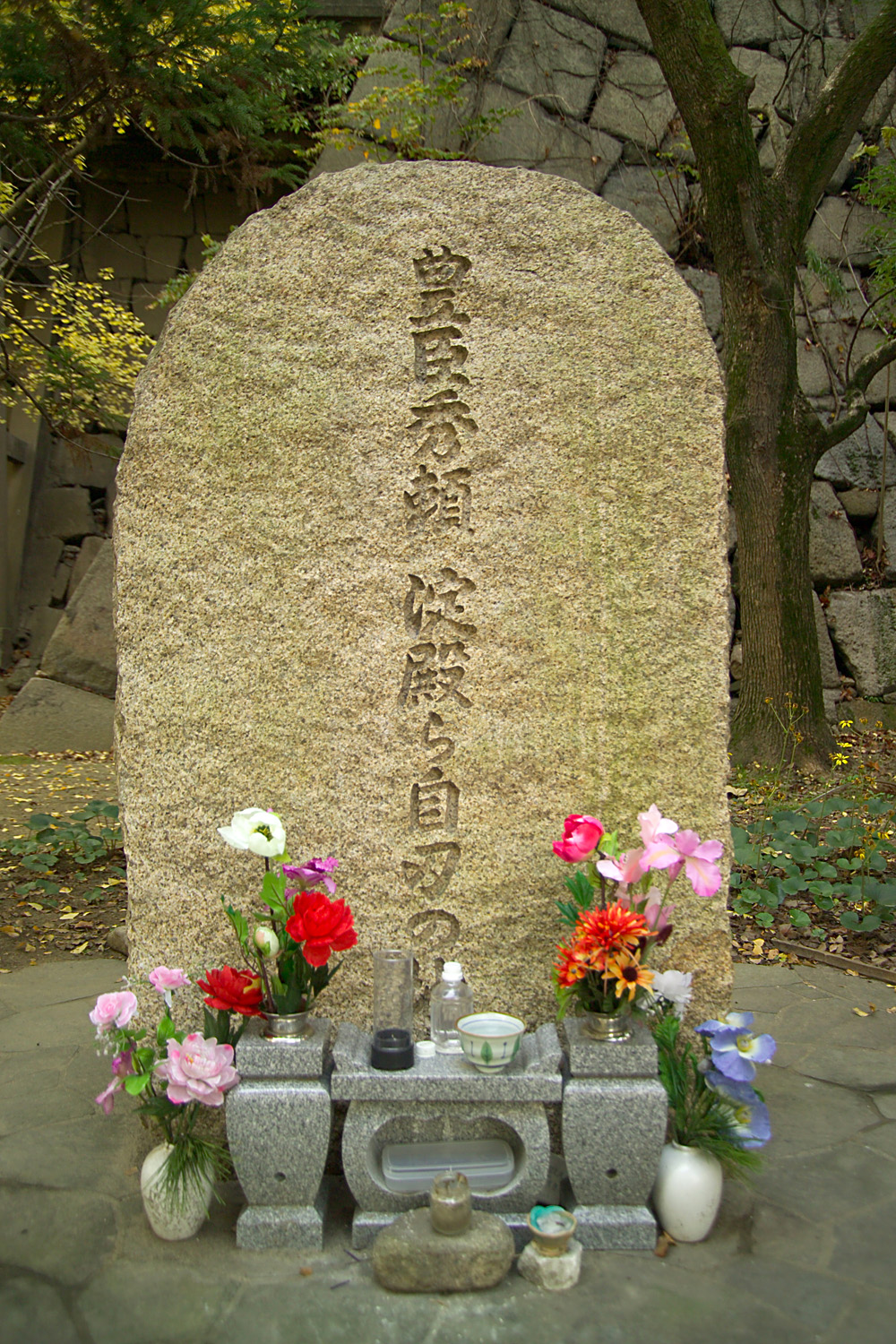
Ubicació del lloc on se suïcidaren Hideyori i Lady Yodo en el Castell d'Osaka.

A la mort de Hideyoshi en 1598, el Consell dels Cinc Grans Ancians que havia designat abans de la seua mort per a la seua successió van començar barallar pel poder entre ells. Tokugawa Ieyasu va prendre el control del país en l'any 1600 després de la seua victòria en la batalla de Sekigahara. Hideyori es va casar amb la neta d'Ieyasu, Senhime, de tan sols set anys per a assegurar-li la seua lleialtat al clan Tokugawa, però Ieyasu àdhuc veia a Hideyori com una amenaça potencial pel que va decidir atacar-lo en el Setge d'Osaka en l'hivern de 1614. El setge va fracassar però Hideyori es va veure obligat a signar un tractat en el qual acceptava desmantellar les defenses del castell d'Osaka.
A l'abril de 1615, Ieyasu va rebre notícies que Hideyori estava ajuntant tropes i estava tractant d'impedir que es tapara el fossar del castell, pel que va ordenar a les seues tropes que atacaren les forces del shogun prop d'Osaka. El 5 de juny de 1615 a l'anar perdent la batalla les forces d'Hideyori es van afeblir i va ser perseguit a l'interior del castell, al no poder plantar cara a l'exèrcit invasor, Hideyori va cometre seppuku. Aquest va ser l'aixecament de major importància en contra del clan Tokugawa en els següents 250 anys que duraria el shogunat.
El fill d'Hideyori, Kunimatsu, de 8 anys va ser capturat i decapitat, la seua filla va ser enviada a Tōkei-ji, un convent de Kamakura on es va convertir en abadessa.